# لونباخ
لونباخ (به آلمانی: Lünebach) یک شهر در آلمان است که در بیتبورگ-پروم واقع شده‌است.